# ماساتو شيمون
ماساتو شيمون (باليابانية: 子門真人؛ بالكانا: しもん まさと) هو مغني ياباني، ولد في 4 يناير 1944 في طوكيو في اليابان.

## وصلات خارجية
- ماساتو شيمون على موقع IMDb (الإنجليزية)
- ماساتو شيمون على موقع ميوزك برينز (الإنجليزية)
- ماساتو شيمون على موقع أول ميوزيك (الإنجليزية)
- ماساتو شيمون على موقع ديسكوغز (الإنجليزية)
- ماساتو شيمون على موقع ANN person (الإنجليزية)